# Бета-бисаболен
β-Бисаболен — органическое вещество, относится к классу терпенов. Содержится в ветиверовом масле.
Как и родственные бисаболены (α- и γ-) обладает сладким, бальзамическим, древесным запахом, в связи с чем применяется как компонент парфюмерных композиций. Может быть получен дегидратацией неролидола.